# NBA 2K
NBA 2K ist eine Computerspielserie des amerikanischen Publishers 2K Sports aus dem Genre der Basketball-Simulation, die seit dem Jahr 1999 vom Entwicklerstudio Visual Concepts produziert wird und jährlich erscheint. Jedes in der Reihe veröffentlichte Spiel bildet den Basketballsport ab, insbesondere die National Basketball Association (NBA) und wird von einer Ausgabe zur nächsten weiterentwickelt und um neue Eigenschaften ergänzt. Die Serie wurde ursprünglich von Sega Sports vertrieben, bevor 2K Sports sich 2004 die Rechte an der Marke sicherte. Bislang sind 18 Hauptteile der Reihe erschienen sowie weitere Ableger. Weiterhin wurde die NBA-2K-Serie für E-Sport-Veranstaltungen und Ligen genutzt und erhält regelmäßig positive Kritiken sowie gute Verkaufszahlen.

## Spielmechanik
Jede Ausgabe der NBA-2K-Reihe versucht die nordamerikanische Basketball-Profiliga NBA möglichst realistisch nachzubilden. Dabei simuliert das Spiel ein typisches Basketballspiel, wobei das gesamte Team oder ein bestimmter Spieler, gesteuert werden kann. Hierzu gehören realistische Spielregeln und eine vergleichbare Präsentation zu einer Fernsehübertragung. Während der unterschiedlichen Ausgaben gab es eine Vielzahl an Spielmodi, mit diversen Einstellungsmöglichkeiten. Jedes Spiel beinhaltet die originalen Teams und Spieler der jeweils aktuellen NBA-Saison. Zudem sind historische NBA-Franchises und Spieler sowie Mannschaften der EuroLeague, in den Titeln vorhanden. Weiterhin können eigene Teams und Spieler erstellt werden.
Eine der wichtigsten Spielmodi ist der Karrieremodus, der als sportliches Rollenspiel beschrieben wird. Das erste Spiel in der Reihe mit diesem Modus war ESPN NBA Basketball (2003), doch erst NBA 2K10 (2009) machte ihn zu einem zentralen Teil der Serie. Ursprünglich hatte der Modus den Namen „24/7“, zwischenzeitlich auch „MyPlayer“ und in aktuellen Titeln „MyCareer“. Er simuliert die Basketballkarriere des selbst erstellten Spielers, der sich während der Spielzeiten weiterentwickelt. Dabei werden Schlüsselereignisse der Karriere dargestellt, von der Highschool- und College-Zeit, dem NBA Draft, möglichen Titelgewinnen und dem Abschiedsspiel am Ende der Karriere. Währenddessen können die Attribute des Spielers verbessert und Aktivitäten neben dem Spielfeld unternommen werden.
Ein weiterer zentraler Spielmodus der Reihe erlaubt es, die Kontrolle über ein NBA-Franchise zu übernehmen und als General Manager zu agieren. Der Modus wird in vielen NBA-2KSpielen „Association“ bezeichnet. In neuerer Iterationen ist er in den Spielmodi „MyGM“ und „MyLeague“ zu finden. Hierbei ist es möglich, die volle Kontrolle über ein Team zu besitzen, anstatt nur die eigentlichen Partien zu spielen. Während der Spielzeiten muss auf die Wünsche und Bedürfnisse der Angestellten, Spieler und des Eigentümers eingegangen werden.
Der „MyTeam“-Modus, der zum ersten Mal in NBA 2K13 (2012) erschien, hat als Schwerpunkt den Aufbau eines eigenen Teams, mit dem online im Mehrspielermodus gegen andere Mitspieler gespielt wird. Die wichtigste Möglichkeit Spieler für das eigene Team zu erhalten, sind sogenannte Kartenpakete, ähnlich der Sammelkarten. Innerhalb der gekauften Kartenpakete sind zufällige Gegenstände wie Spielerkarten, temporäre Stärkungen, Trikots, Logos, Arenen und Bälle, die mit dem eigenen Team verwendet werden können. Ein weiterer Spielmodus ist „Pro-Am“, bei dem ein Team aus selbst erstellten Spielern zusammengestellt wird.
Zusätzlichen zu regulären NBA-Spielen wird auch Streetball in vielen Titeln der Reihe dargestellt. Echte und selbst erstellte Spieler können in unterschiedlichen Streetball-Modi genutzt werden sowie teilweise bekannte Spieler. In aktuelleren Titel heißen die Modi „Blacktop“ und „MyPark“. „Blacktop“ ist sehr ähnlich zum echten Streetball. „MyPark“ besteht aus einem offenen Feld mit mehreren Plätzen, in denen andere Onlinespieler an unterschiedlichen Spielen teilhaben können. Einige Spiele der Serie erlauben die Austragung eines Slam Dunk Contests.
Weitere Spielmodi waren für den jeweiligen Titel exklusiv. NBA 2K11 (2010) beinhaltet die „Jordan Challenge“, bei der Höhepunkte aus Michael Jordans Karriere nachgespielt werden, wie das Erzielen von 69 Punkten innerhalb einer Partie. NBA 2K12 (2011) besitzt den „NBA’s-Greatest“-Modus, bei dem ehemalige NBA-Spieler wie Kareem Abdul-Jabbar, Julius Erving und Bill Russell gesteuert werden können. Die PlayStation-3-, Xbox-360- und Microsoft-Windows-Versionen von NBA 2K14 (2013) beinhalten den Modus „Path to Greatness“; ähnlich der „Jordan Challenge“ handelt dieser Modus von LeBron James’ Karriere.

## Spiele
Die NBA-2K-Serie besteht aus 18 Hauptteilen und weiteren Ablegern. Alle Spiele der Reihe wurden von Visual Concepts im kalifornischen Novato entwickelt. Die ersten sechs Teile wurden von Sega Sports vertrieben, bevor im Jahr 2005 Visual Concepts für 24 Millionen US-Dollar an Take 2 Interactive verkauft wurde und die Tochterfirma 2K Sports seitdem als Publisher fungiert.

### NBA 2K

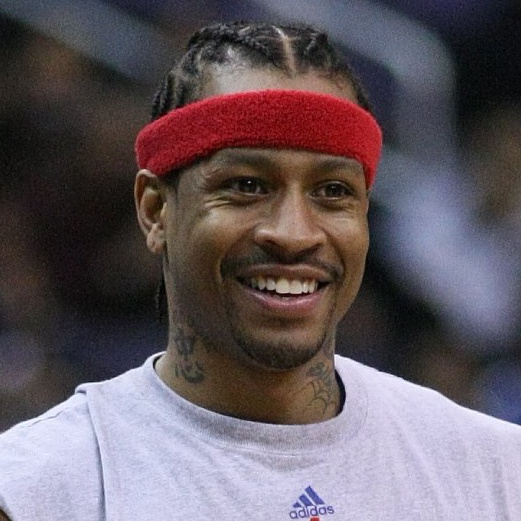
Allen Iverson war insgesamt fünf Mal auf dem Cover der NBA-2K-Reihe.

Mit NBA 2K erschien im November 1999 für die Dreamcast der erste Teil der Reihe. Auf dem Cover ist Allen Iverson, damals Spieler der Philadelphia 76ers, abgebildet. Die ersten vier Spiele der Serie beinhalten die fiktionalen Kommentatoren Bob Steele und Rod West, welche von den Fernsehkommentatoren Bob Fitzgerald und Rod Brooks gesprochen wurden.

### NBA 2K1
NBA 2K1, wieder mit Iverson auf dem Cover, wurde im November 2000 für die Dreamcast von Sega veröffentlicht. Mit NBA 2K1 kam ein Modus hinzu, der sich auf Streetball fokussierte und der General-Manager-Modus. Die meisten Nachfolgertitel beinhalteten Variationen dieser Modi.

### NBA 2K2
Ende 2001/Anfang 2002 erschien NBA 2K2 für die Dreamcast, PlayStation 2, Xbox und Nintendo GameCube. Zum dritten Mal wurde Iverson für das Cover ausgewählt. Zusätzlich zu den Teams und Spielern der NBA-Saison 2001/02 beinhaltet NBA 2K2 ehemalige Teams und Spieler, wie Bill Russell, Julius Erving, Magic Johnson und Larry Bird. NBA 2K2 ist der erste Spiel der Reihe, dass für mehrere Plattformen erschien.

### NBA 2K3
NBA 2K3 wurde im Oktober 2002 für die PlayStation 2, Xbox, und GameCube veröffentlicht. Es war das zweite und gleichzeitig letzte Mal, dass ein Teil der Reihe für den GameCube erschien. Iverson ist erneut auf dem Cover abgebildet.

### ESPN NBA Basketball
ESPN NBA Basketball erschien im Oktober und November 2003 für die PlayStation 2 und Xbox. Es ist das einzige Spiel der Reihe ohne „2K“ im Titel und gleichzeitig eines von zwei Spielen unter dem Namen und mit dem Design des Sportsenders ESPN. Zum fünften und letzten Mal ist Iverson auf dem Cover abgebildet. Im Spiel ist zum ersten Mal der Karrieremodus „24/7“ zu finden, in dem Spieler erstellt werden können und in unterschiedlichen Wettbewerben spielen. Auch ein Onlinemodus und einzigartige Gesichter der Spieler wurden bei dem Titel zum ersten Mal in der Serie eingebaut. Kommentiert werden die Spiele von Bill Fitzgerald und Tom Tolbert sowie von Kevin Frazier während der Vorberichterstattung der jeweiligen Spiele.

### ESPN NBA 2K5
Im September 2004 wurde ESPN NBA 2K5 für die PlayStation 2 und Xbox veröffentlicht. Es ist das letzte Spiel der Reihe, das von Sega vertrieben wurde. Ben Wallace, damals bei den Detroit Pistons, löste Iverson auf dem Cover ab. Es ist zudem das letzte NBA-2K-Spiel in Zusammenarbeit mit ESPN. Die Spiele werden von Stuart Scott präsentiert, von Bob Fitzgerald und Bill Walton kommentiert sowie von Michele Tafoya an der Seitenlinie begleitet.

### NBA 2K6

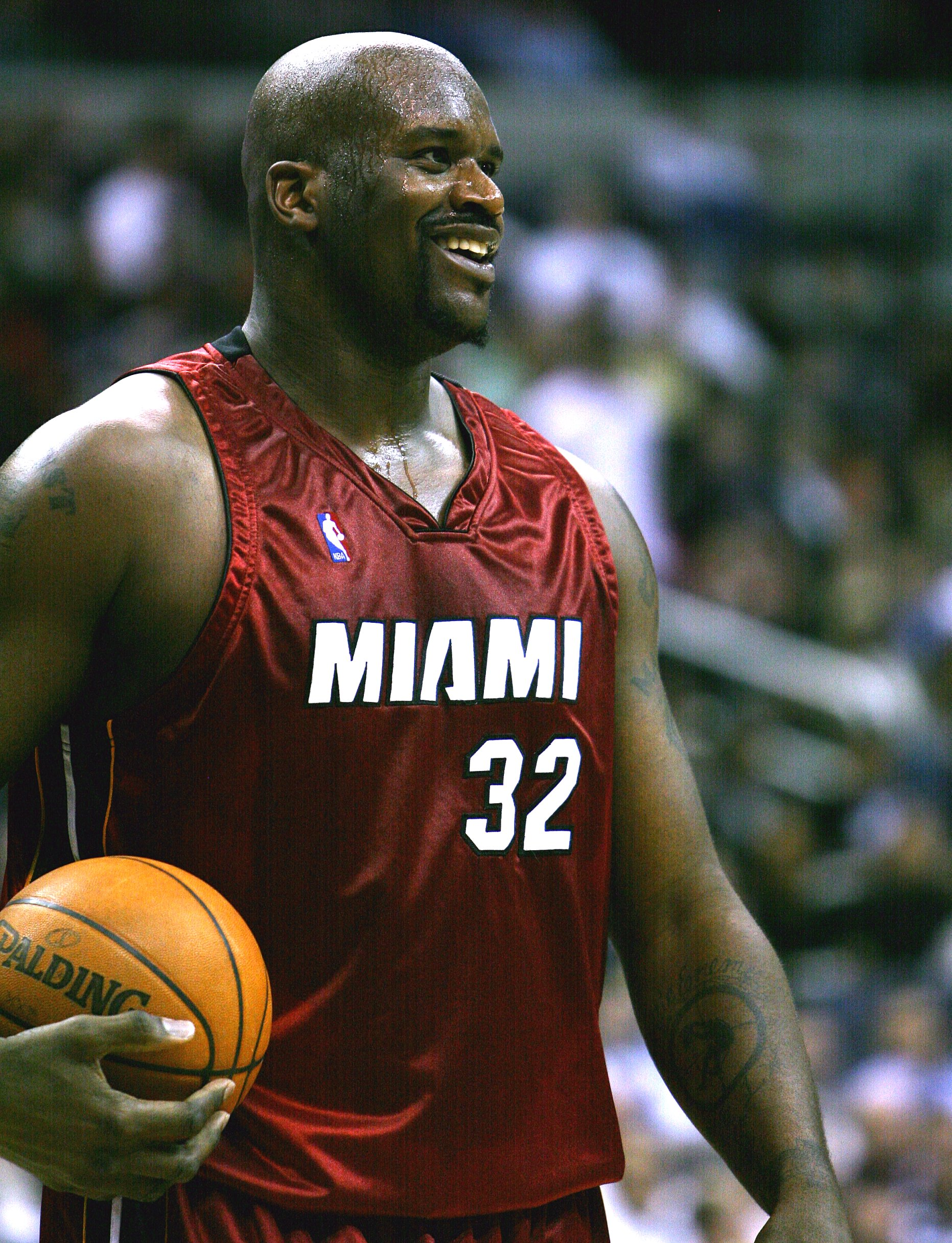
Shaquille O’Neal war insgesamt zwei Mal auf dem Cover abgebildet.

NBA 2K6 erschien im September 2005 für die PlayStation 2, Xbox und zum ersten Mal für die Xbox 360. Es ist der erste Titel unter dem neu gegründeten Publisher 2K Sports. Shaquille O’Neal, damals Spieler bei Miami Heat, ist auf dem Cover des Spiels zu sehen und war zudem bei den Motion-Capture-Aufnahmen involviert. Die Kommentatoren in NBA 2K6 sind Kevin Harlan, Kenny Smith und Craig Sager an der Seitenlinie. Sie kommentierten auch die folgenden beiden Titel.

### NBA 2K7
Im September 2006 wurde NBA 2K7 für die PlayStation 2, PlayStation 3, Xbox und Xbox 360 veröffentlicht. Es war die erste Veröffentlichung der Reihe für die PlayStation 3 und die letzte für die Xbox. O’Neal ist zum zweiten und letzten Mal auf dem Cover. NBA 2K7 beinhaltet zum ersten Mal lizenzierte Musik. Der Soundtrack wurde vom Hip-Hop-Produzenten Dan the Automator zusammengestellt, bestand aus 13 Liedern und wurde später unter dem Namen Dan the Automator Presents 2K7 auf CD veröffentlicht.

### NBA 2K8
NBA 2K8 erschien im Oktober 2007 für die PlayStation 2, PlayStation 3 und Xbox 360. Auf dem Cover ist Chris Paul, damals bei den New Orleans Hornets, abgebildet. Im Spiel war zum ersten Mal der Slam Dunk Contest als eigenständiger Spielmodus spielbar. Auf dem Soundtrack sind 23 lizenzierte Lieder enthalten.

### NBA 2K9
Mit NBA 2K9 wurde im Oktober 2008, neben der PlayStation 2, PlayStation 3 und der Xbox 360, zum ersten Mal ein Teil der Reihe für Windows veröffentlicht. Auf dem Cover ist der damalige Boston Celtics’ Spieler Kevin Garnett abgebildet. Das Kommentatorenteam besteht aus Harlan, Clark Kellogg und Cheryl Miller an der Seitenlinie. Auf dem Soundtrack sind 24 lizenzierte Lieder und ein speziell für das Spiel komponiertes Lied von Unk.

### NBA 2K10

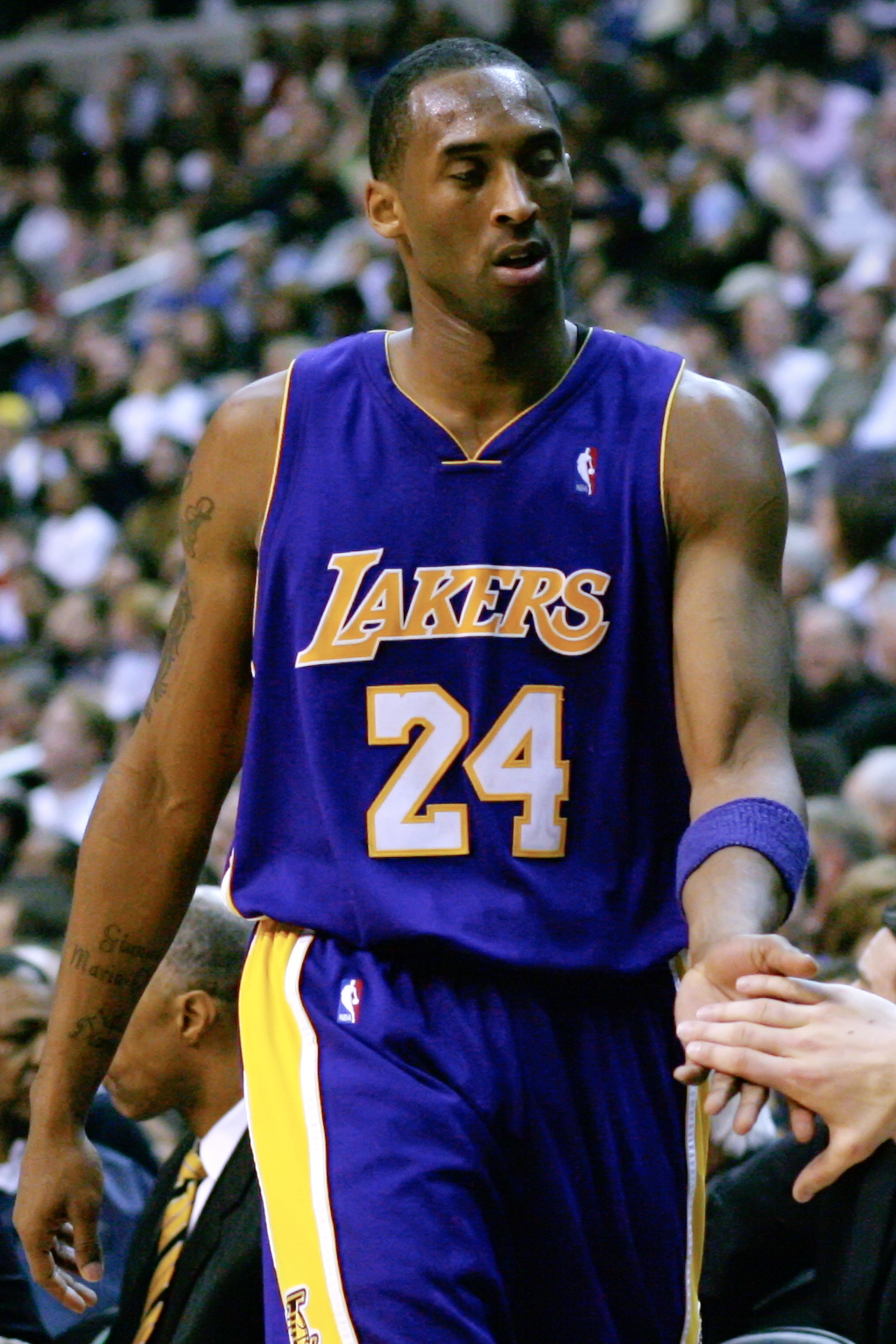
Kobe Bryant ist bei 2K10 und 2K17 auf dem Cover abgebildet

NBA 2K10 erschien im Oktober 2009 für die PlayStation 2, PlayStation 3, PlayStation Portable, Xbox 360, Microsoft Windows und Wii. Kobe Bryant von den Los Angeles Lakers ist auf dem Cover zu sehen. Fans konnten aus einer Vorauswahl von vier Bildern entscheiden, welches Bild von Bryant als endgültiges Cover genutzt werden sollte. Das Spiel beinhaltet mit „MyPlayer“ einen überarbeiteten Karrieremodus, welcher zu einem der wichtigsten Modi der Reihe wurde. Harlan und Kellogg kehrten als Hauptkommentatoren zurück, während Doris Burke die Seitenlinienreporterin Miller ersetzte. Der Soundtrack umfasst 30 Lieder. Neben der Standardedition des Spiels wurde eine limitierte Version verkauft (NBA 2K10: Anniversary Edition), die verschiedene Boni im Spiel besitzt sowie eine Action-Figur von Bryant. Eine Demo mit dem Titel NBA 2K10 Draft Combine wurde vor der Veröffentlichung des Spiels im August 2009 im PlayStation Network und bei Xbox Live veröffentlicht. Dabei ist Derrick Rose (Chicago Bulls) auf dem digitalen Cover zu sehen. Die Demo ermöglicht die Vorbereitung auf den „MyPlayer“-Modus im Hauptspiel.

### NBA 2K11
Im Oktober 2010 wurde NBA 2K11 für die PlayStation 2, PlayStation 3, PlayStation Portable, Xbox 360, Wii und Microsoft Windows veröffentlicht. Michael Jordan ist neben seiner Abbildung auf dem Cover auch Zentrum einiger Spielmodi. Einer dieser Modi ist die „Jordan Challenge“, indem Höhepunkte aus Jordans Karriere nachgespielt werden können. Zudem sind in NBA 2K11 ehemalige NBA-Teams und -Spieler vertreten. Die Kommentatoren sind wieder Harlan, Kellogg und Burke. Auf dem Soundtrack sind 27 lizenzierte Lieder vertreten.

### NBA 2K12
NBA 2K12 erschien im Oktober 2011 für PlayStation 2, PlayStation 3, PlayStation Portable, Xbox 360, Wii und Microsoft Windows. Zudem wurde mit der iOS-Version zum ersten Mal eine mobile App des Spiels entwickelt. Auf den drei verschiedenen Covern von NBA 2K12 sind die ehemaligen Spieler Magic Johnson, Larry Bird und Michael Jordan abgebildet. Als neuer Spielmodus wurde „NBA’s Greatest“ eingeführt, indem historische Teams und Spieler gesteuert werden können. Steve Kerr, Harlan, Kellogg und Burke fungieren in NBA 2K12 und den nächsten drei Titeln, als Kommentatoren. Im September 2011 erschien eine Demo des Spiels. Für den Soundtrack mit 28 Liedern wurde vor der Veröffentlichung ein Wettbewerb veranstaltet, deren Gewinner ein eigenes Lied beisteuern konnte.

### NBA 2K13
NBA 2K13 wurde im Oktober 2012 für die PlayStation 3, PlayStation Portable, Xbox 360, Nintendo Wii, Microsoft Windows, iOS und Android veröffentlicht. Einen Monat später erschien das Spiel auch für die Wii U zu deren Verkaufsstart. Auf dem Cover sind Blake Griffin, Kevin Durant und Derrick Rose. Der Rapper und Musikproduzent Jay-Z agierte als Executive Producer für das Spiel und war unter anderem auch für den Soundtrack zuständig, der aus 22 Liedern besteht.

### NBA 2K14

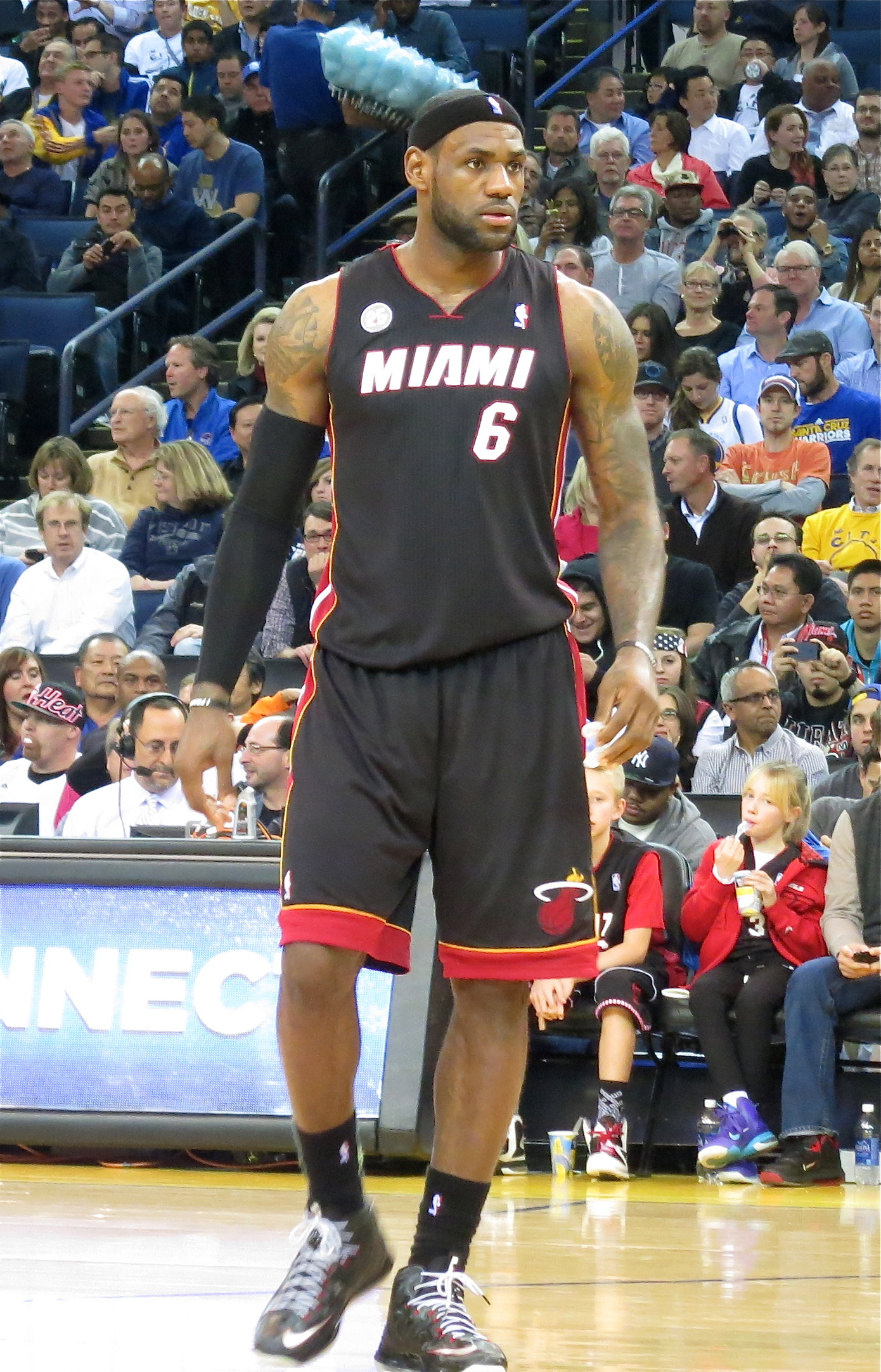
LeBron James ist bei 2K14 auf dem Cover zu sehen und kuratierte den Soundtrack des Spiels

NBA 2K14 erschien im Oktober November 2013 erstmals für die neue Konsolengeneration (PlayStation 4 und Xbox One) sowie für PlayStation 3, Xbox 360, Microsoft Windows, iOS und Android. LeBron James ist auf dem Cover abgebildet und zeigte sich für die Zusammenstellung des 30 Lieder umfassenden Soundtracks verantwortlich. Zum ersten Mal in der NBA-2K-Reihe sind Mannschaften der EuroLeague vertreten.

### NBA 2K15
NBA 2K15 wurde im Oktober 2014 für die PlayStation 4, PlayStation 3, Xbox One, Xbox 360, Microsoft Windows, iOS und Android veröffentlicht. Durant ist zum ersten Mal alleine auf dem Cover zu sehen. Ebenfalls neu ist die Berichterstattung vor dem Spiel durch den Moderator Ernie Johnson Jr. und Shaquille O’Neal. Bei der Erstellung eines eigenen Spielers kann optional das eigene Gesicht eingescannt werden, welches jedoch aufgrund vieler Fehler für Kritik sorgte. Der Soundtrack des Spiels besteht aus 27 Liedern, die von Pharrell Williams kuratiert wurden.

### NBA 2K16
NBA 2K16 erschien weltweit am 29. September 2015 für PlayStation 4, PlayStation 3, Xbox One, Xbox 360 und Microsoft Windows. Eine Version für iOS und Android wurde am 14. Oktober 2015 veröffentlicht. Das Spiel ist in unterschiedlichen Editionen erschienen, mit insgesamt sieben Covern und acht unterschiedlichen Basketballspielern: Stephen Curry, James Harden, Anthony Davis, Michael Jordan, Pau Gasol, Marc Gasol, Dennis Schröder und Tony Parker. Im Moderatorenteam der Halbzeit ersetzte der ehemalige Basketballspieler Greg Anthony den Sportkommentator Kerr. Zudem kehrte Kenny Smith wieder zu den Moderatoren Johnson und O’Neal zurück. Der Filmregisseur Spike Lee arbeitete am Karrieremodus „MyCareer“ mit. Der Soundtrack, bestehend aus 50 Liedern, wurde von DJ Khaled, DJ Premier und DJ Mustard kuratiert. Eine mobile App mit Paul George auf dem Cover wurde von Cat Daddy Games entwickelt und zeitgleich mit NBA 2K16 veröffentlicht.

### NBA 2K17
NBA 2K17 wurde am 20. September 2016 für PlayStation 4, PlayStation 3, Xbox One, Xbox 360, Microsoft Windows, iOS und Android veröffentlicht. Die vier Editionen des Spiels haben jeweils George, Bryant, Danilo Gallinari und Pau Gasol auf dem Cover. NBA 2K17 besitzt weiterhin ein dreiteiliges Kernkommentatorenteam und einen Seitenlinienreporter, doch personell gab es Umstellungen. Insgesamt gibt es sieben unterschiedliche Kommentatoren: Harlan, Kellogg, Anthony, Burke, Brent Barry, Chris Webber und Steve Smith, während David Aldridge Burke als Seitenlinienreporter ersetzt. Das Trio während der Moderation vor dem Spiel, in der Halbzeit und nach dem Spiel, blieb unverändert. Der Soundtrack des Spiels wurde von Grimes, Imagine Dragons und Noah „40“ Shebib zusammengestellt und besteht aus 50 Liedern. Eine Art Demo mit dem Titel NBA 2K17: Der Auftakt (NBA 2K17: The Prelude), wurde am 9. September 2016 veröffentlicht. Eine Begleitapp mit Karl-Anthony Towns auf dem Cover erschien ebenfalls im September.

### NBA 2KVR Experience
Am 22. November 2016 erschien mit NBA 2KVR Experience ein VR-Ableger. Das Spiel beinhaltet eine Reihe von Basketball-Minispielen und ist kein Teil der Hauptreihe. NBA 2KVR Experience wurde für PlayStation VR, HTC Vive, Oculus Rift und Samsung Gear VR veröffentlicht.

### NBA 2K18

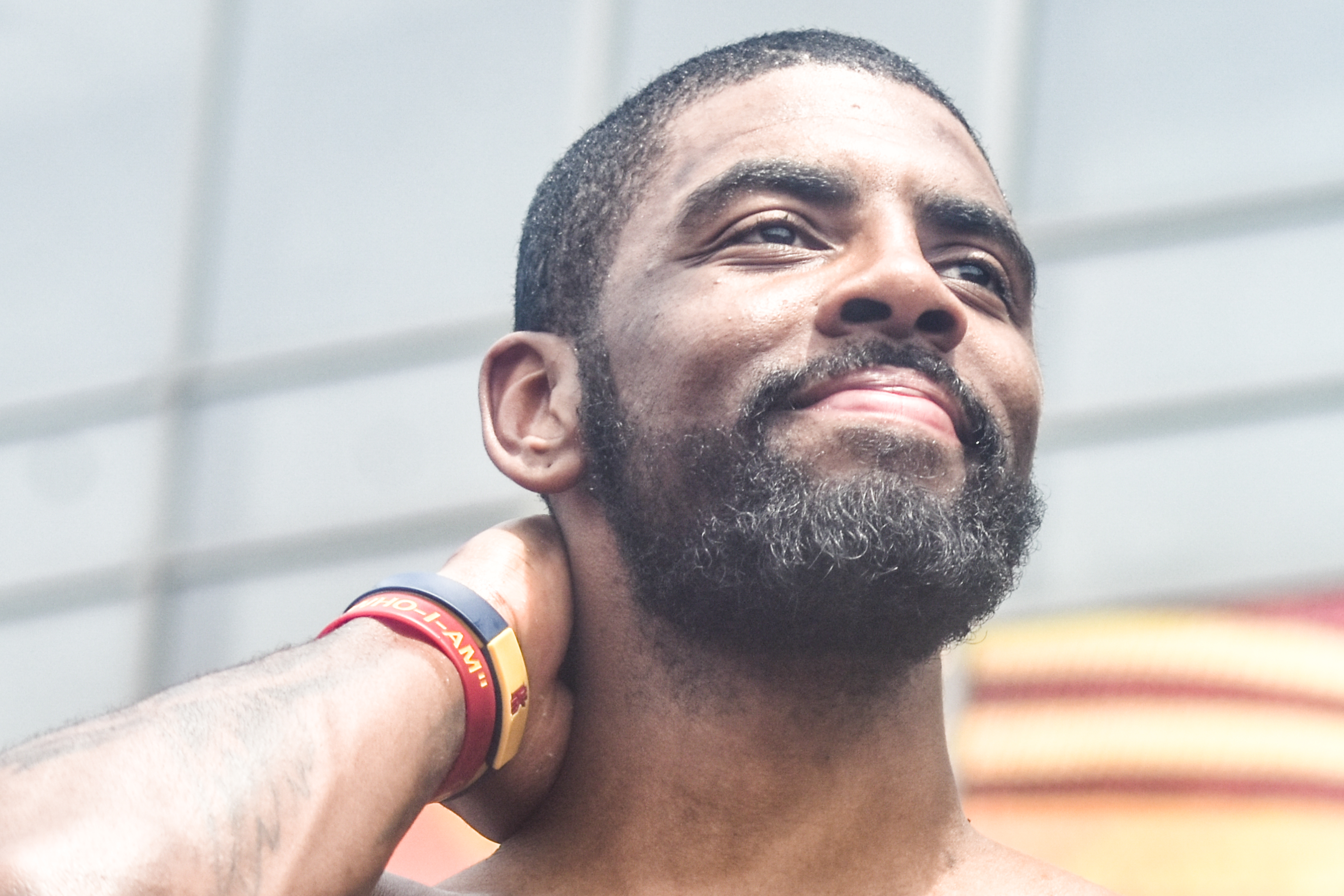
Kyrie Irving ist auf dem Cover von NBA 2K18 zu sehen

NBA 2K18 wurde weltweit am 19. September 2017 veröffentlicht, zum ersten Mal auch für die Nintendo Switch; sowie PlayStation 4, PlayStation 3, Xbox One, Xbox 360 und Microsoft Windows. Kyrie Irving ist auf dem Cover abgebildet. In den Sonderversionen des Spiels, die verschiedene physikalische und digitale Extras enthalten, ist Shaquille O' Neal wieder als Cover-Athlet zu sehen. Auf dem kanadischen Cover ist DeMar DeRozan von den Toronto Raptors abgebildet. Der Soundtrack des Spiels besteht aus 49 lizenzierten Liedern. Kobe Bryant und Kevin Garnett agieren als Gastkommentatoren. NBA 2K18 beinhaltet 17 „Classic“-Mannschaften und ein „All-Time Team“ für jedes Franchise.

### NBA 2K19
NBA 2K19 wurde am 11. September 2018 für Microsoft Windows, Nintendo Switch, PlayStation 4 sowie die Xbox One veröffentlicht. Es ist der erste Teil der Serie, welcher nicht mehr für die PlayStation 3 und Xbox 360 veröffentlicht wurde. Auf dem Cover der Standardausgabe ist Giannis Antetokounmpo zu sehen, auf dem Cover der 20th Anniversary Edition ist LeBron James. Die 20th Anniversary Edition beinhaltete verschiedene digitale und physikalische Boni, Vorbesteller der Sonderedition durften bereits ab dem 7. September 2018 spielen. Kommentiert werden die Spiele in diesem Jahr von Kevin Harlan, Doris Burke, Greg Anthony u. a.; Kevin Garnett und Kobe Bryant sind als Gastkommentatoren auch dieses Jahr wieder teilweise bei den Spielen dabei. In dem Karrieremodus des Spiels sind verschiedene Schauspieler zu sehen, die Charaktere in der Handlung spielen beziehungsweise sprechen.

## Rezeption
Die NBA-2K-Reihe hat sich durchweg als Erfolg bei sowohl Kritikern als auch Konsumenten erwiesen. Zu den Elementen der Serie, die häufig gelobt werden, gehört ihre Präsentation, insbesondere ihre Kommentatoren, ihre Aufmerksamkeit für Details und den Soundtrack, ihre Fülle an Inhalten, ihr Gameplay insgesamt und ihre Konsistenz in Bezug auf die jährlichen Veröffentlichungen ohne drastische Qualitätseinbrüche. Technische Probleme haben jedoch viele der Veröffentlichungen geplagt, insbesondere bei den Online-Komponenten. Die Einführung von Mikrotransaktionen wurde ebenfalls kritisiert, während die Fokussierung auf die Handlung im „MyCareer“-Modus gemischte Reaktionen hervorrief. Zahlreiche Spiele in der Serie wurden dafür gelobt, dass sie zu den qualitativ hochwertigsten Sportspielen auf dem Markt gehören, insbesondere im Vergleich zu anderen Basketballspielen, wie z. B. der NBA-Live-Serie, die von EA Sports produziert wird.
Speziell im Hinblick auf den Absatz hat sich die NBA-2K-Serie als eine der umsatzstärksten Videospielreihen etabliert. Bis Mai 2014 wurden weltweit etwa 17 Millionen Einheiten verkauft. Ein Bericht im Februar 2017 gab an, dass die Spiele der Reihe sich mehr als 68 Millionen verkauft haben. Laut einem Analysten liegen die jüngsten Titel der Serie im Durchschnitt bei mindestens vier Millionen verkauften Exemplaren. Das meistverkaufte Spiel der Reihe ist NBA 2K14, das über sieben Millionen Mal verkauft wurde. Außerdem ist es das meistverkaufte Sportspiel von Take 2 Interactive. NBA 2K16 ist mit mehr als vier Millionen Exemplaren der meistverkaufte Titel der Serie innerhalb der ersten Veröffentlichungswoche.
Die Spiele der NBA-2K-Reihe wurden für mehrere Auszeichnungen nominiert, wie den Spike Video Game Awards und den Game Awards, meistens in der Kategorie des besten Sportspiels des Jahres.

## NBA 2K League
Im Februar 2017 gab die National Basketball Association zusammen mit Take 2 Interactive die Gründung einer E-Sport-Liga bekannt, die sich auf die NBA-2K-Reihe konzentriert. Die als „NBA 2K League“ (ursprünglich „NBA 2K eLeague“) benannte Liga soll im Mai 2018 den Spielbetrieb aufnehmen. Es ist der erste E-Sports-Wettbewerb, der von einer nordamerikanischen Profisportliga betrieben wird. Die Liga soll ähnlich wie die NBA strukturiert sein; die Teams sollen von NBA-Franchises betrieben werden und über jeweils fünf professionelle E-Sport-Spieler verfügen. Die Mannschaften sollen im neuesten NBA-2K-Spiel gegeneinander antreten und jedes Teammitglied soll nur seinen „MyPlayer“ im Spiel steuern können. Die Liga wird eine reguläre Saison sowie Play-offs und Finalspiele bieten. Insgesamt haben sich 17 Teams professionelle Basketball-Franchises für drei Jahre an der Teilnahme verpflichtet: Boston Celtics, Cleveland Cavaliers, Dallas Mavericks, Detroit Pistons, Golden State Warriors, Indiana Pacers, Memphis Grizzlies, Miami Heat, Milwaukee Bucks, New York Knicks, Orlando Magic, Philadelphia 76ers, Portland Trail Blazers, Sacramento Kings, Toronto Raptors, Utah Jazz und die Washington Wizards. Jedes E-Sport-Team soll etwa 750.000 US-Dollar wert sein.